# Formica difficilis
Formica difficilis é uma espécie de formiga do gênero Formica, pertencente à subfamília Formicinae.